# Sargus concisus
Sargus concisus är en tvåvingeart som beskrevs av Walker 1861. Sargus concisus ingår i släktet Sargus och familjen vapenflugor. Inga underarter finns listade i Catalogue of Life.